# Oberland (Auengrund)
Oberland war eine kurzlebige Gemeinde im thüringischen Landkreis Hildburghausen.
Die Gemeinde Oberland entstand am 23. März 1993 aus dem Zusammenschluss der Gemeinden Brattendorf, Merbelsrod, Poppenwind und Schwarzbach. Die Auflösung erfolgte am 1. Januar 1996 durch die Fusion mit den Gemeinden Crock und Wiedersbach zur neuen Gemeinde Auengrund. Alle drei Gemeinden waren zuvor in der Verwaltungsgemeinschaft Auengrund zusammengeschlossen.
Am 31. Dezember 1994 zählte die Gemeinde 1885 Einwohner. Ein Jahr später lag sie bei 1903 Einwohnern.